# Camptomyia piceae
Camptomyia piceae är en tvåvingeart som beskrevs av Panelius 1965. Camptomyia piceae ingår i släktet Camptomyia och familjen gallmyggor. Arten har ej påträffats i Sverige. Inga underarter finns listade i Catalogue of Life.